# Mariano Baptista
Mariano Baptista Caserta (Calchani, departamento de Cochabamba, 16 de julio de 1832- Cochabamba, Bolivia, 19 de marzo de 1907) fue un político, orador y periodista boliviano. Destacado intelectual, fue diputado en diversos periodos, ministro de Relaciones Exteriores (1873-1876 y 1888-1891), Presidente del Congreso (1884-1888), presidente de Bolivia (1892-1896) y vicepresidente en dos ocasiones (1872-1873) y (1884-1888), en 1872 fue nombrado por el Congreso nacional el 28 de noviembre del mismo año un día después de que Federico Lafaye (sobrino del presidente Morales) asesinara al presidente Agustín Morales Hernández, en esa etapa acompañaría al presidente Tomás Frías y la segunda vez que ocupó la vicepresidencia fue en 1884 cuando acompañó al presidente Gregorio Pacheco Leyes.

## Biografía
Hijo de José Manuel Baptista y de Petrona Caserta, nació en la localidad de Calchani del municipio de Independencia, provincia de Ayopaya. Estudió Derecho en la Universidad Mayor, Real y Pontificia de San Francisco Xavier de Chuquisaca y destacó tempranamente por su talento y dotes de orador. Se recibió de abogado en 1857, pero no llegó a ejercer su profesión.
Desde muy joven incursionó en el periodismo. Fue fundador y director de El Porvenir de Sucre (1855). Católico militante, fue director del Seminario de Cochabamba, así como profesor de Historia y Literatura.
En 1855, pese a su corta edad, fue elegido y admitido como diputado por el departamento de Chuquisaca. Colaboró con el dictador José María Linares, a quien acompañó en su destierro hasta su muerte, en 1861. Debido a su participación en el levantamiento de la Cantería, durante el gobierno de Mariano Melgarejo sufrió persecución y debió emigrar a Europa, donde permaneció tres años. Desde París postuló a una representación a la Asamblea Constituyente de 1871, que ganó, por lo que retornó a Bolivia.
Durante el gobierno de Adolfo Ballivián fue nombrado ministro de Asuntos Extranjeros, y como tal, suscribió con el representante chileno Carlos Walker Martínez, un Tratado de Límites boliviano-chileno. Firmado en Sucre, el 6 de agosto de 1874, dicho tratado modificaba el de 1866, fijando como frontera entre Bolivia y Chile el paralelo 24°, y estableciendo una especie de condominio entre los paralelos 23° y 25°, tanto en lo concerniente a la explotación del guano como a derechos aduaneros. Es de destacar lo estipulado en el artículo IV de dicho tratado: que los derechos de exportación de los minerales explotados en el territorio antedicho no deberían ser aumentados y que no se crearían nuevas contribuciones sobre las personas, capitales e industriales chilenos, durante un periodo de veinticinco años. Años después, el incumplimiento de parte de Bolivia de dicho artículo y el embargo de bienes y remate de los mismos, sería la causa del inicio de la guerra de 1879. 
Durante la guerra del Pacífico (1879-1883), Baptista desempeñó diversas misiones diplomáticas y defendió la paz con Chile con notable elocuencia. Su sentido práctico le hacía considerar que Bolivia debía abandonar la alianza con el Perú y buscar un arreglo con Chile. Participó junto con Crisóstomo Carrillo en la delegación boliviana en la Conferencia de Arica celebrada el 22, 25 y 27 de octubre de 1880 en Arica a bordo de la goleta estadounidense Lackawanna, convocada por el Secretario de Estado de los Estados Unidos William Evarts. Representantes de Chile eran Eulogio Altamirano Aracena, José Francisco Vergara y Eusebio Lillo. Por el Perú estaban Antonio Arenas y Aurelio García y García. Conferencia que por diversos motivos fracasó.
Durante el gobierno de Gregorio Pacheco (1884-1888), ocupó la primera vicepresidencia de la República y la presidencia del Congreso.
Durante el gobierno de Aniceto Arce fue Ministro de Relaciones Exteriores (1888-1891). Finalizando el periodo de Arce, Baptista lanzó su candidatura a la presidencia contando con el apoyo gubernamental. Sin embargo, peligró su triunfo al no obtener ninguno de los candidatos la mayoría necesaria, por lo que la elección debía pasar al Congreso. Siendo evidente que el contendor de Baptista tenía más adeptos en el Congreso, el presidente Arce decretó el estado de sitio, deportó a ocho diputados liberales y anuló credenciales a otros veintiuno, llamando a suplentes. Así obtuvo mayoría congresal y pudo entonces Baptista ganar la presidencia, que asumió el 10 de agosto de 1892.

## Presidente de Bolivia

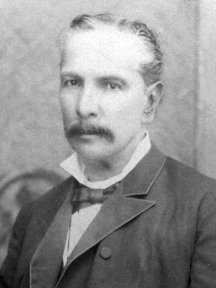
Mariano Baptista Caserta

Ya investido como presidente, Baptista levantó el estado de sitio y promulgó una amnistía que permitió el regreso de los expatriados, entre ellos el exgeneral y presidente Hilarión Daza, que, sin embargo, resultó asesinado a su llegada en la estación de ferrocarriles de Uyuni.
Una de sus primeras medidas fue la creación del Banco Francisco Argandoña, con la Ley del 22 de octubre de 1892. Se autorizó al banco la emisión, descuento, préstamo y depósito de la moneda. El banco abrió sus puertas al año siguiente, con central en Sucre, siendo una institución personal que años más tarde se convierte en Sociedad Anónima, luego de haber crecido rápidamente y haberse expandido con sucursales en Cochabamba, Oruro y Potosí.
De otro lado, dio impulso a las exploraciones geográficas y a la colonización. Se realizaron importantes expediciones al noreste de la República. Continúo las obras de su antecesor, especialmente en lo concerniente a la red vial, e inició la construcción del palacio de gobierno de Sucre. Se esforzó en mejorar la educación pública, creando nuevas escuelas e implantando establecimientos de artes y oficios bajo la dirección de religiosos salesianos. Fundó las universidades de Oruro y Potosí (1892).
En política exterior, intentó llevar a cabo una política de acercamiento con Chile, enviando como ministro plenipotenciario de Bolivia en Santiago a Heriberto Gutiérrez, que firmó junto con el ministro de Relaciones Exteriores de Chile Luis Barros Borgoño, el Tratado del 18 de mayo de 1895 en el cual se reconocía la soberanía chilena sobre Antofagasta, tratado que tuvo carácter de provisional hasta la firma del Tratado de 1904. Firmó también tratados de límites con Argentina (Puna de Atacama), Paraguay (Chaco boreal), Brasil y Perú (triple frontera). 
Culminado su periodo de gobierno, entregó el mando a Severo Fernández Alonso el 28 de agosto de 1896. Retirado de la política, falleció en Cochabamba, en 1907.